# Whiplash Glacier
Der Whiplash Glacier (englisch für Peitschenhiebgletscher) ist ein Gletscher im ostantarktischen Viktorialand. In den Victory Mountains fließt er von der Cartographers Range in nordwestlicher Richtung und mündet in einem östlichen Knick in den unteren Abschnitt des Pearl-Harbor-Gletschers.
Die Nordgruppe der New Zealand Federated Mountain Clubs Antarctic Expedition (NZFMCAE, 1962–1963) benannte ihn nach seiner charakteristischen Form.